# 宅磨為久
宅磨 為久（たくま ためひさ、生没年未詳）は、平安時代後期から鎌倉時代初頭の絵仏師。鎌倉系宅磨派の派祖。父は宅磨為遠、子に宅磨為行。 山城国（現在の京都府）出身。

## 経歴
- 1184年（元暦元年） - 源頼朝の招きで東国へ行き、鎌倉で北宋風の聖観音菩薩像を描いた。

## 参考資料
- NHK「美の壺」制作班『NHK美の壺 鎌倉』NHK出版
- 『日本人名大辞典』講談社
- 林温『鎌倉仏教絵画考 仏画における「鎌倉派」の成立と展開』中央公論美術出版、2010年